# Ostfalia
Ostfalia (en alemán: Ostfalen, pronunciación: /ɔstˈfaːlən/ⓘ; en bajo alemán: Oostfalen) es una región histórica del norte de Alemania, que comprende los Gaue (comarcas) orientales del ducado raíz de Sajonia. Estaba limitada aproximadamente por el río Leine, al oeste, y por el río Elba y el Saale, al este. El territorio corresponde con el área suroriental del actual Estado de Baja Sajonia y con el occidente de Sajonia-Anhalt. Junto con Westfalia, Angria Central y Nordalbingia, es una de las cuatro regiones administrativas sajonas.

## Etimología

Ostfalia en Sajonia circa 1000 CE
Ostfalia
Otras partes de Sajonia
Resto del reino Germano

El nombre Ostfalen significa probablemente llanura oriental. Falen es una palabra germánica que significa plano, nivel y llanura y está relacionada con el antiguo sueco fala, encontrado hoy en día en topónimos como Falbygden y Falun, así como en la localidad del norte de Alemania de Fallstedt. Las llanuras del norte de Ostfalia y Westfalia, divididas por el río Weser, contrastan con las regiones más accidentadas del sur, las tierras medias de Franconia y Turingia. A diferencia del nombre Westfalia, que fue perpetuado por el Ducado de Westfalia en manos de los arzobispos de Colonia, el nombre Ostfalia cayó en desuso gradualmente cuando fue disuelto el ducado original de Sajonia con la deposición del duque Enrique el León en 1180.
Algunos lingüistas alemanes reintrodujeron el término en el siglo XIX en el proceso de investigación del idioma ostfaliano como un dialecto del bajo alemán.